# Аморози (Кампания)
Аморози (итал. Amorosi) — город в Италии, расположен в регионе Кампания, подчинён административному центру Беневенто.
Население составляет 2 759 человек, плотность населения составляет 251 чел./км². Занимает площадь 11 км². Почтовый индекс — 82031. Телефонный код — 00824.
Покровителем коммуны почитается святой архангел Михаил, празднование 29 сентября.